# Banda Eva
Банда Ева је бразилска група из Салвадора, Баија, која свира аше музику. Првенствено карневалска група, позната по изврсним концертима.

## Биографија
Група је настала 1980. године у четврти Ева, првенствено као карневалска група, која је била састављена од пријатеља који су заједно играли фудбал. Читаву једну декаду су били једна од многих карневалских група у Баији да би потом, 1992. године, нагло постали популарни доласком Ивет Сангало на мјесто пјевачице и фронтмена. Ивет се прославила добијањем најзначајније музичке награде у Баији, послије чега је почела плодоносна сарадња. Њихову потоњу популарност најбоље осликава графит у Салвадору: ЕВА нема никакве везе са женом која је створена од Адамовог ребра!.
Године 1993. излази први албум под називом Банда Ева, на којем су највише успјеха имале пјесме Tributo Ao Apache, Você Não Está и Timbaleiro. Иако се на пјесмама осјети дух баијанских карневала, овај албум није доживио велики успјех. Годину дана послије излази албум Pra Abalar, на којем су насловна пјесма и пјесма Alô Paixão и полако су почели да се појављују и изван карневала и да држе концерте по цијелом сјеверу и сјевероистоку Бразила. Настављајући плодан рад, група 1995. године издаје још један албум Hora H са великим хитом Me Abraça, са којим постају најпопуларнија аше група, а њихову пјевачицу Ивет медији прозивају краљицом аше музике. 1996. године излази албум Beleza Rara, а најпознатије пјесме са овог албума су насловна, Beleza Rara, затим Levada Louca, као и обрада старог хита Каетана Велоса Menino do Rio. Сада, кад је група практично освојила читав Бразил, одлучили су се на издавање живог албума Banda Eva Ao Vivo који је продат у више од милион примјерака. Албум који је издат 1998. године, под називом Você e Eu је био задњи на којем је пјевала Ивет, а највећи хит је била баш пјесма коју је она написала, Carro Velho. Као почаст својој досадашњој пјевачици и читавој каријери, 1999. године објављена је компилација под називом Millennium са свим највећим хитовима које је група урадила са Ивет.
Празнину која је настала на мјесту фронтмена брзо је попунила Емануела Араужо, пјевачица и глумица из Баије. Емануела је храбро наступила на новом живом албуму, Banda Eva, ao Vivo II који је изашао 1999. године. Албум Experimenta, издат 2000. године, је сходно свом називу и био експеримент на неки начин, пошто се на овом албуму група највише удаљава од првобитног аше ритма.
Када је Емануела такође кренула у соло каријеру, у група су одлучили да ангажују мушког пјевача. У питању је био Сауло Фернандес, који са групом 2001. године снима албум Pra Valer. Група је и са новим пјевачем, по старом рецепту, 2002. године снимила и живи албум É do Eva, ao Vivo.
Године 2005, група је прославила сребрни јубилеј, 25 година рада, на концерту у Рио де Жанеиру, који се послије нашао и на CD и на DVD издању и то под називом 25 Anos ao Vivo. На концерту су, као специјални гости, учествовале и Ивет Сангало, Емануела Араужо и Данијела Меркури.

## Дискографија
- 1993 Banda Eva
- 1994 Pra Abalar
- 1995 Hora H
- 1996 Beleza Rara
- 1997 Banda Eva Ao Vivo
- 1998 Banda Eva, Você e Eu
- 1999 Millennium
- 1999 Banda Eva ao Vivo II
- 2000 Experimenta
- 2001 Pra Valer
- 2002 É do Eva, ao Vivo
- 2005 25 Anos ao Vivo